# Velké Kunětice
Velké Kunětice (německy Gross-Kunzendorf, Groß-Kunzendorf, Großkunzendorf) jsou slezská obec v okrese Jeseník v Olomouckém kraji. Leží těsně u státní hranice s Polskem. Severním okrajem katastru i zástavby obce prochází pohraniční silnice II/457, která ji odděluje od zástavby sousední polské vesnice Sławniowice (německy Kunzendorf). Žije zde 528 obyvatel.

## Poloha
Obec Velké Kunětice sousedí na severu s Polskem (gminy Otmuchów a Głuchołazy), na západě s obcí Stará Červená Voda, na jihu s obcí Supíkovice a na východě s obcemi Hradec-Nová Ves a Mikulovice. Od okresního města Jeseník je vzdálena 10,5 kilometru a od krajského města Olomouc 80,5 kilometru.
Geomorfologicky patří Velké Kunětice k provincii Česká vysočina, subprovincii krkonošsko-jesenické (sudetské), na rozhraní oblasti jesenické (východosudetské) (geomorfologický celek Rychlebské hory, podcelek Sokolský hřbet, a geomorfologický celek Zlatohorská vrchovina, podcelek Bělská pahorkatina) a oblasti Krkonošsko-jesenické (Sudetské) podhůří (geomorfologický celek Vidnavská nížina). Nejvyšším bodem je Kamenný vrch (459 m).
Území Velkých Kunětic patří do povodí Odry, resp. Kladské Nisy. Obcí protéká severním směrem potok Kunětička (v Polsku zvaný Mora). Na západě katastru pramení potok Luže.
Území obce pokrývá z 69 % zemědělská půda (63,5 % orná půda, 2 % louky a pastviny) a z 23 % les.

## Název
Nejstarší písemný doklad z roku 1284 je latinský: Cunati villa („Kuňatova ves“). Znění české předlohy není známo (snad bylo Kuňatici, původní pojmenování obyvatel vsi s významem „Kuňatovi lidé“, případně Kuňatov – „Kuňatův majetek“). Jméno Kuňata (v mladší podobě Kuněta) byla domácká podoba osobního jména Kunrát. Doklad z roku 1291 je opět latinský: Conradivilla („Konrádova ves“). Od 14. do 20. století je písemně doloženo jen německé Kunzendorf („Kunzova ves“), jehož základem bylo jméno Kunz, domácká podoba jména Konrat.

## Historie
První písemná zmínka o obci pochází z roku 1284 (Cunati villa). Je pravděpodobné, že je starší a patrně pochází z rané fáze kolonizace prováděné na Jesenicku vratislavskými biskupy. Její zakladatel – lokátor – měl slovanské jméno Kuňata. Přívlastek Velké získaly Kunětice až později, aby se odlišily od stejnojmenné vesnice 9 km východně mezi Hlucholazy a Zlatými Horami, která získala přívlastek Suché Kunětice (německy Dürr-Kunzendorf, dnes polský Konradów).
V roce 1305 se ve vsi zmiňuje zákupní fojtství, 60 lánů polností (jednalo se tedy o velkou vesnici) a farní kostel. Majetkové poměry byly spletité: kolem dvou dvorů se zformovaly dva samostatné a zhruba stejně velké statky, jeden biskupský a jeden fojtský (zvaný též Hartenberg). Fojtové však občas držívali i biskupskou část Kunětic a v jejich části vsi se nacházel místní kostel. Byly zde také menší svobodné statky, ještě roku 1690 jsou registrovány dva.
Od 14. století se zde zmiňuje lámání vápence a dolování železné rudy, které byly dováženy k vápenkám a hamrům v Burgrabicích. V téže době se začal využívat rovněž zdejší mramor.
Biskupská část vsi byla od roku 1580 spravována ze Supíkovic, po třicetileté válce pak jako součást panství Frývaldov (Jeseník). V letech 1603–1615 byly v obci bouře proti zvyšování robot. Vůdce sedláků Fabian Tunkel byl roku 1608 popraven v Nise. Za třicetileté války byla ves zpustošena.
Držitelem fojtské části Velkých Kunětic, k níž patřila rovněž ves Borkendorf (dnes Burgrabice na sever od Sławniowic), byl roku 1641 Matyáš Forgáč. V letech 1690 až 1797 to byli pánové von Skal, v letech 1797–1844 hrabata von Strachwitz a poté opavská rodina Gastheimů. Fojtský velkostatek se pak několikerým prodejem drobil a zmenšoval. Jedním z majitelů byl i Josef Schindler, Priessnitzův následovník ve vodoléčbě.
V roce 1651 se zmiňuje poprvé škola u farního kostela. Ten musel být po třicetileté válce a znovu po požáru roku 1758 opraven.
V roce 1742 bylo v důsledku války o dědictví rakouské Slezsko rozděleno a nová hranice přetnula Velké Kunětice vedví. Pruská část získala po roce 1945 název Sławniowice. Kolem roku 1800 vznikly u Velkých Kunětic dvě osady – parcelací biskupského dvora Františkov a parcelací fojtského dvora Strachovičky.
Od 19. století do poloviny 20. století určovala život obce těžba a zpracování žuly a mramoru, zejména v osadě Strachovičky. Mramor se zprvu rovněž používal k výrobě vápna, ta však postupně ustala a převládlo kamenické zpracování.
Na rozdíl od například Supíkovic nebo Žulové však Velké Kunětice zůstaly převážně zemědělskou vsí, čemuž v meziválečné době odpovídala i orientace obyvatel na křesťansko-sociální stranu. Po druhé světové válce a odsunu původního obyvatelstva kamenictví zaniklo a zemědělský charakter obce ještě posílil.
Jednotné zemědělské družstvo bylo založeno již roku 1949, potýkalo se však s těžkostmi a dlouho zůstávalo menšinové. V roce 1967 však bylo posíleno přičleněním bývalého fojtského velkostatku od Státního statku Žulová a roku 1974 byly Velké Kunětice vybrány za sídlo velkého JZD pro celé údolí Bělé pod Jeseníkem.
Rozvoj obce po roce 1989 je brzděn především velkou nezaměstnaností, zejména mezi početnou romskou menšinou. Pozitivní vliv však mělo otevření hraničního přechodu pro malý pohraniční styk a navázání partnerství se Sławniowicemi.
Velké Kunětice jsou členem Mikroregionu Zlatohorsko, svazku obcí vzniklého v roce 2001. Obec je také od roku 1993 členem Sdružení měst a obcí Jesenicka (SMOJ), které tvoří obce okresu Jeseník, a od roku 1997 členem Euroregionu Praděd.
Na severozápad od obce v místě, kde silnice 455 překračuje státní hranici, se nachází vyhlídka Výhled (německy Gucke). Zde byl již odedávna hostinec a celnice. V roce 1930 zde ve 4 domech bydlelo 28 lidí.

## Obyvatelstvo

### Vývoj počtu obyvatel
Počet obyvatel Velkých Kunětic podle sčítání nebo jiných úředních záznamů:
Celá obec Velké Kunětice
| Rok            | 1836 | 1869 | 1880 | 1890 | 1900 | 1910 | 1921 | 1930 | 1939 | 1947 | 1950 | 1961 | 1970 | 1980 | 1991 | 2001 | 2011 | 2021 |
| -------------- | ---- | ---- | ---- | ---- | ---- | ---- | ---- | ---- | ---- | ---- | ---- | ---- | ---- | ---- | ---- | ---- | ---- | ---- |
| Počet obyvatel | 1127 | 1181 | 1307 | 1282 | 1344 | 1421 | 1293 | 1448 | 1449 | 677  | 635  | 639  | 655  | 609  | 574  | 653  | 566  | 488  |
| Počet domů     | —    | 167  | 193  | 185  | 197  | 205  | 210  | 229  | —    | —    | 233  | 150  | 149  | 142  | 159  | 166  | 175  | 175  |

1. ↑  z toho: 17 Čechoslováků, 1390 Němců; 1440 řím. kat., 4 evang., 2 čsl., 2 bez vyzn.
2. ↑  z toho: 539 Čechů, Moravanů a Slezanů, 43 Slováků, 6 Němců, 2 Poláci; 190 řím. kat., 4 čsl. hus., 5 evang., 2 pravosl., 420 bez vyzn.

V obci Velké Kunětice je evidováno 186 adres, vesměs čísel popisných (trvalé objekty). Při sčítání lidu roku 2001 zde bylo napočteno 166 domů, z toho 140 trvale obydlených.
Osada (ZSJ) Velké Kunětice
| Rok            | 1836 | 1900    | 1930 | 2001 |
| -------------- | ---- | ------- | ---- | ---- |
| Počet obyvatel | 738  | 1377(?) | 1083 | 589  |

1. ↑  z toho: 15 Čechoslováků, 1032 Němců; 1076 řím. kat., 3 evang., 2 čsl., 2 bez vyzn.

## Obecní správa

### Správní vývoj
Správní příslušnost Velkých Kunětic od roku 1848
- 1848 vévodství slezské, kraj opavský, Nisské knížectví, (část) panství Frývaldov, (část) lenní fojtství Velké Kunětice
- od 1. ledna 1850 do roku 1855 vévodství slezské, politický okres Frývaldov, soudní okres Frývaldov
- od roku 1855 do roku 1868 vévodství slezské, smíšený okres Frývaldov
- od roku 1868 do 30. listopadu 1928 vévodství slezské / země slezská, politický okres Frývaldov, soudní okres Frývaldov
- od 1. prosince 1928 do 31. ledna 1949 země moravskoslezská, politický okres Frývaldov (od 1947 Jeseník), soudní okres Frývaldov (od 1947 Jeseník)
  - kromě: od 1. října 1938 do května 1945 "sudetoněmecká území", od 15. dubna 1939 jako říšská župa Sudety / Reichsgau Sudetenland; (od 1. května 1939) vládní obvod Opava / Regierungsbezirk Troppau; (od 20. listopadu 1938) Landkreis Freiwaldau, Amtsgericht Freiwaldau
  - od 31. května 1945 Slezská expozitura země Moravskoslezské
- od 1. ledna 1949 do 30. června 1960 Olomoucký kraj, okres Jeseník
- od 1. července 1960 do 31. prosince 1975 Severomoravský kraj, okres Šumperk
- od 1. ledna 1976 do 23. listopadu 1990 Severomoravský kraj, okres Šumperk, obec Supíkovice[13]
- od 24. listopadu 1990 do 31. prosince 1995 Severomoravský kraj, okres Šumperk[13]
- od 1. ledna 1996 do 31. prosince 1999 Severomoravský kraj, okres Jeseník
- od 1. ledna 2000 Olomoucký kraj, okres Jeseník

### Církevní správa
Z hlediska římskokatolické církevní správy spadají Velké Kunětice do farnosti Velké Kunětice, která patří do děkanátu Jeseník diecéze ostravsko-opavské. Farnost je administrována excurrendo ze Supíkovic.
Evangeličtí věřící patří k farnímu sboru v Jeseníku. Věřící Československé církve husitské patří k náboženské obci v Jeseníku, kde se nachází rovněž farnost pro pravoslavné věřící.

### Členění obce
Velké Kunětice se nečlení na části a tvoří ho jen jedno katastrální území – Velké Kunětice (981,26 ha). Základními sídelními jednotkami jsou kromě vlastních Velkých Kunětic osady Františkov a Strachovičky.

### Obecní symboly
Znak a vlajka byly obci uděleny rozhodnutím předsedy Poslanecké sněmovny Parlamentu České republiky dne 18. listopadu 1998.

## Doprava
Obcí procházejí:
- silnice II. třídy číslo 455 z Písečné a Supíkovic směrem na státní hranici s Polskem (západně od obce, přes osadu Strachovičky).
- silnice II. třídy číslo 456, odbočující ze silnice II/457 směrem na Starou Červenou Vodu a Žulovou,
- silnice II. třídy číslo 457 z Osoblahy, Zlatých Hor a Mikulovic podél státní hranice směrem na Vidnavu, Javorník a dále na státní hranici, odkud pokračuje do polského města Lądek Zdrój,
- některé silnice III. třídy pro místní komunikaci, zejména silnice procházející samotnými Velkými Kuněticemi až k hraničnímu přechodu.

## Pamětihodnosti
- Římskokatolický farní kostel Panny Marie Sněžné (dříve sv. Alžběty), původně ze 13. století (zmiňován 1290), přestavěn v polovině 17. století, po roce 1758 (požár) a v letech 1836-37 (kulturní památka)[17]
- Společný hrob obětí pochodu smrti z ledna 1945 na místním hřbitově (kulturní památka)[18]
- Zámek s hospodářským dvorem a lomem - kulturní památka od roku 2022[19]
- Dvě šachtové vápenky z druhé poloviny 19. století

## Školství
V obci se nachází mateřská škola.